# Schaeffersheim
Schaeffersheim – miejscowość i gmina we Francji, w regionie Grand Est, w departamencie Dolny Ren.
Według danych na rok 1990 gminę zamieszkiwało 669 osób, a gęstość zaludnienia wynosiła 169 osób/km² (wśród 903 gmin Alzacji Schaeffersheim plasuje się na 375. miejscu pod względem liczby ludności, natomiast pod względem powierzchni na miejscu 563.).